# 捷列什基 (克拉西利夫區)
49°46′6″N 26°45′58″E / 49.76833°N 26.76611°E
泰雷什基（烏克蘭語：Терешки）是位於烏克蘭西部的村莊，由赫梅利尼茨基州裡赫梅利尼茨基區的安東尼尼市鎮負責管轄。該村始建於1593年，面積1.91平方公里，海拔高度299米，2001年人口373，人口密度每平方公里195.5人。